# گربه‌زبادوارگان
گربه‌زبادوارگان (به لاتین: Viverroidea)، یک کلاد در زیرراستۀ گربه‌سانیان است که شامل هر دو خانواده گربه‌زبادان و بالاخانوادۀ خدنگ‌واران است.

## رده‌بندی
- فروراستۀ گربه‌زبادوارگان Viverroidea
  - خانوادۀ Viverridae ( زبادگون‌ها و وابستگان) [۱]
  - بالاخانوادۀ خدنگ‌واران
    - خانوادۀ گربه‌زبادان ماداگاسکار (گوشتخواران مالاگاسی)
    - خانوادۀ Herpestidae ( خدنگ‌ها و وابستگان)
    - خانوادۀ کفتاران (کفتارها و گرگ‌های خاکی )
    - خانوادۀ † Lophocyonidae
    - خانوادۀ † Percrocutidae

1. ↑  Wozencraft, W.C. (2005). "Order Carnivora".  In Wilson, D.E.; Reeder, D.M (eds.). Mammal Species of the World: A Taxonomic and Geographic Reference (3rd ed.). Johns Hopkins University Press. pp. 548–559. ISBN 978-0-8018-8221-0. OCLC 62265494.